# Ernst Gossner
Ernst Gossner (Brixlegg, 1º gennaio 1967) è un regista e sceneggiatore austriaco.

## Filmografia
- Flucht (1997)
- Bar Time (2002)
- Otto+Anna (2005)
- South of Pico (2007)
- Global Warning (2011)
- La montagna silenziosa (2014)